# Koloss der Naxier

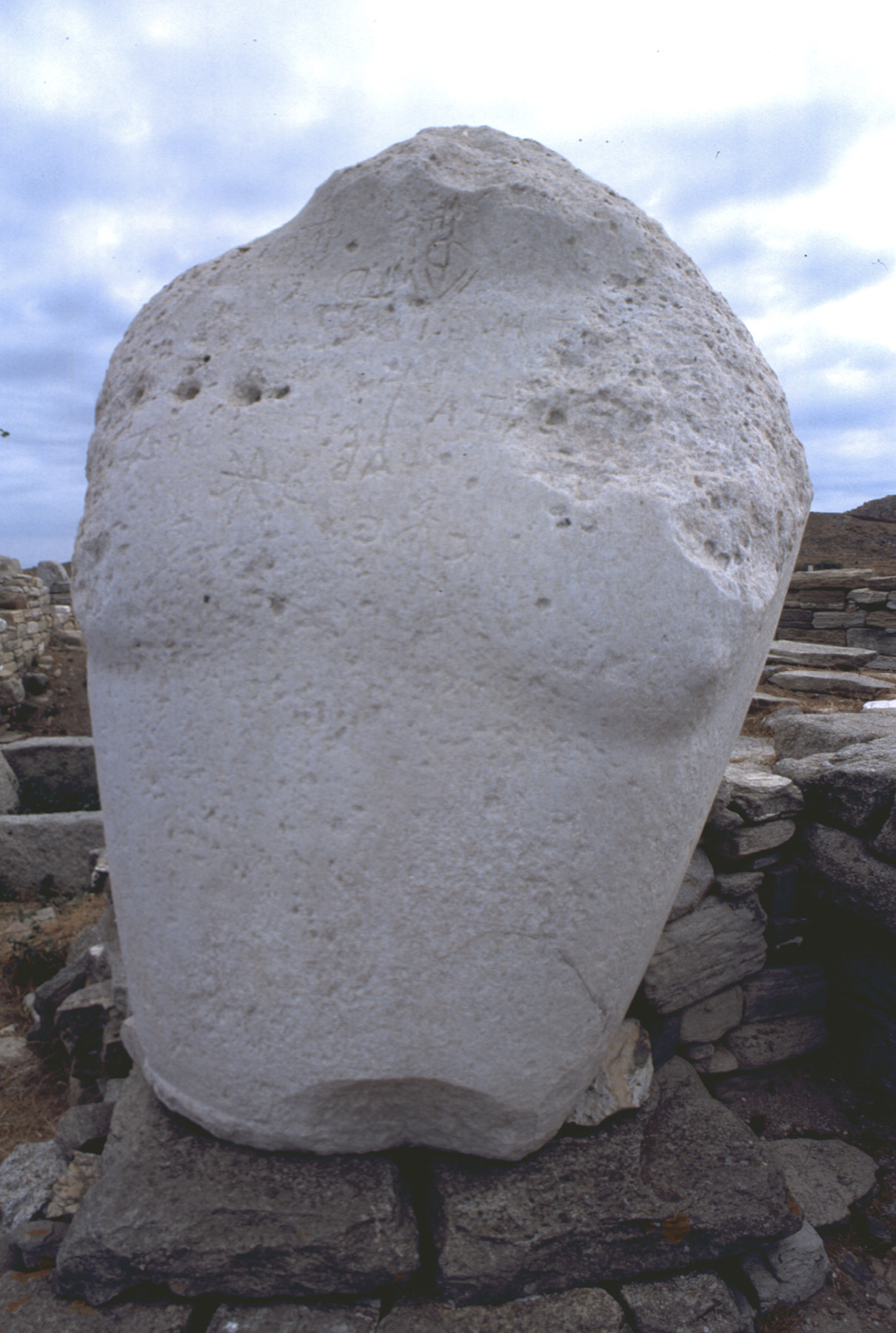
Torso des Koloss

Der Koloss der Naxier aus Naxos-Marmor, der etwa 9 Meter hoch war, befindet sich im Museum von Delos, auf einer Insel der Kykladen, Griechenland. Der Koloss zählt zur archaischen Großplastik und entstand am Ende des 7. Jahrhunderts v. Chr., nach Angaben bei Hans van Wees um 580 v. Chr. Dieser Kouros ist der größte, der je aufgestellt wurde, und wurde als Monolith in einem Block vom Steinbruch nach Delos gebracht. Seine Errichtung ist Ausdruck der Konkurrenz zwischen den griechischen Städten, die sich zunächst in der zunehmenden Größe der errichteten Statuen ausdrückte, bevor sie dann die Form eines Qualitätswettbewerbs annahm. Lediglich der Kouros von Apollonas, der im Steinbruch bei Apollonas aus Naxos liegen blieb, ist mit 10,7 Metern größer. Der Koloss von Delos ist heute in mehrere Teile zerbrochen.
Auf der Vorderseite der Figur, an der Basis, befindet sich ein Name: Naxioi Apolloi, „die Naxier dem Apollon“. Die Skulptur aus Marmor wird deshalb als Figur des Apollon gedeutet.

## Beschreibung der Skulptur

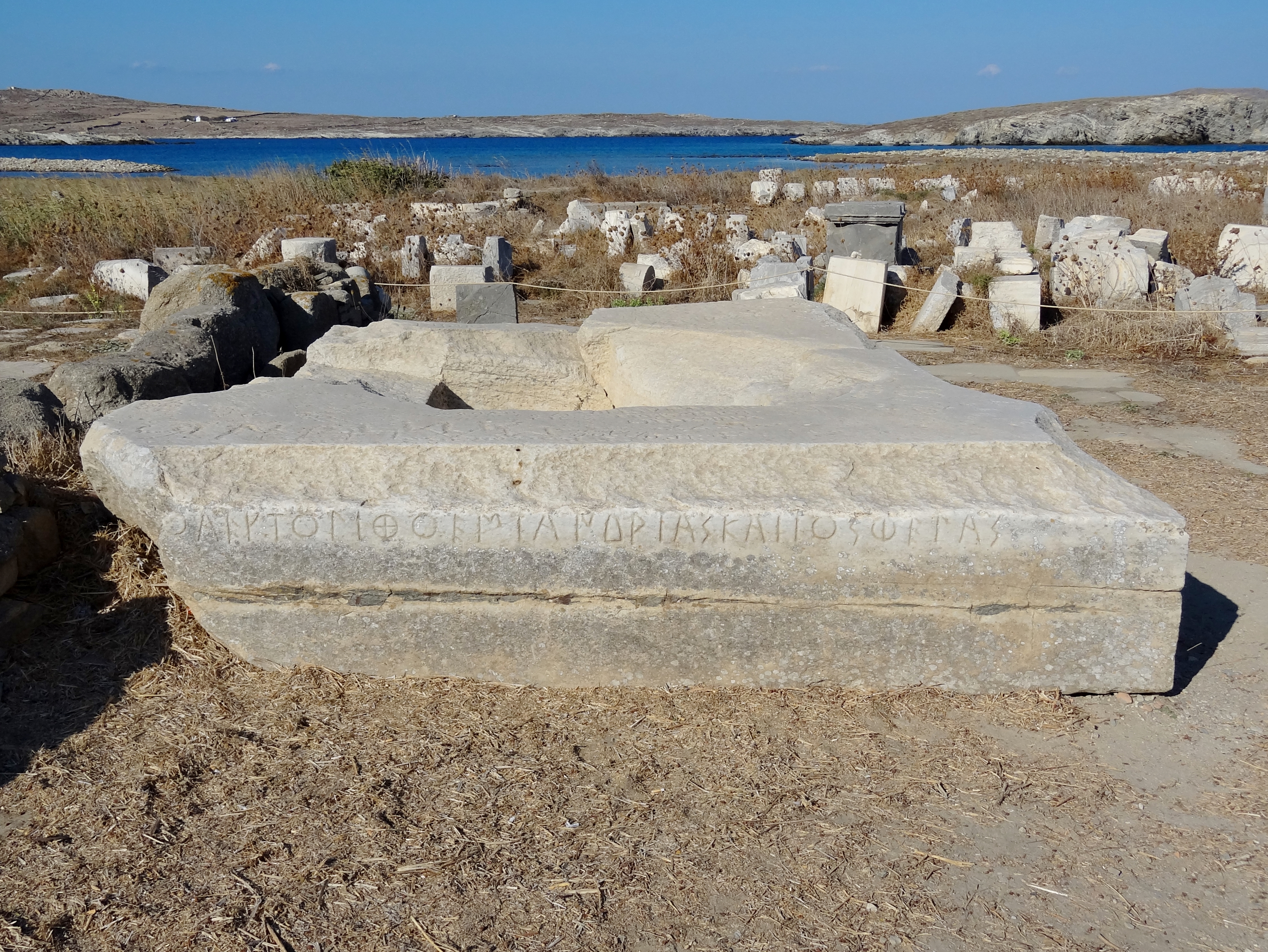
Basis des Koloss der Naxier

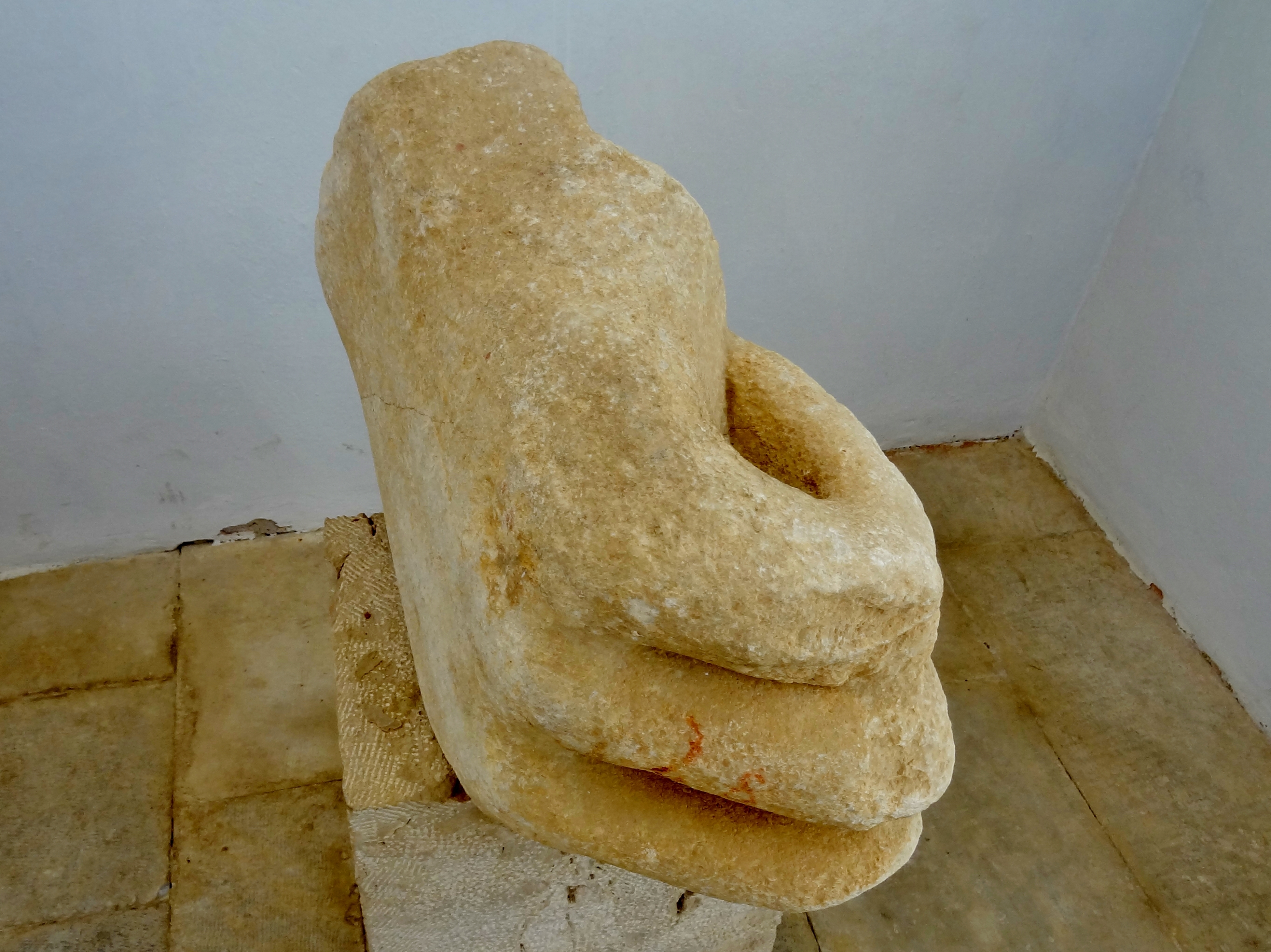
Linke Hand des Koloss der Naxier

Die Skulptur ist in mehrere Teile zerbrochen. Die Basis ist 3,48 × 5,08 Meter groß, der Oberkörper etwa 2,30 Meter hoch und der Unterkörper etwa 1,15 Meter. Der linke Fuß, der sich im Museum in London befindet, ist 0,57 Meter lang. Die linke marmorne Hand war durchbohrt, um darin einen Bogen aufzunehmen. Der Kopf und die Oberschenkel sind verloren gegangen.
Am oberen Rand des Unterkörpers befand sich früher ein Gürtel aus Metall, das kann aus der Anlage der im Marmor vorhandenen Stiftlöcher geschlussfolgert werden. An den Seiten des Oberkörpers befinden sich etwa 40 cm oberhalb des Gürtels Löcher, mit denen die Arme befestigt waren. Am Nacken befinden sich Spuren von Locken. Auf der Rückseite der Basis befindet sich eine Inschrift, die zu unterschiedlichen Deutungen Anlass gibt.

## Transport und Aufbau
Der Koloss wurde aus einem Marmorsteinbruch bei Melanes auf der Kykladeninsel Naxos gebrochen. Dort wurde er nicht fertiggestellt, sondern lediglich in seinen Umrissen grob in Bosse ausgearbeitet und zum Hafen von Naxos transportiert, der etwa zehn Kilometer entfernt ist. Der Transport der etwa 30 Tonnen schweren Figur von Naxos nach Delos erfolgte auf dem Schiffswege. Es gab zwar Schiffe, die mehr als 40 Tonnen transportieren konnten, aber das Verladen war schwierig. Daher wird angenommen, dass der halbfertigte Koloss zwischen zwei Schiffen im Wasser transportiert wurde, was zusätzlich eine Gewichtsersparnis von 35 Prozent bedeutete.
Zum Aufbau des Koloss der Naxier soll ein etwa 11 Meter hohes Gerüst erstellt worden sein, um ihn mit Flaschenzügen und Winden senkrecht aufzustellen. Die Statue stand an einem hervorgehobenen Platz, sodass sie von weitem zu sehen war, und überragte alle in der damaligen Zeit auf der Insel befindlichen Gebäude. Da die Statue erst nach der Aufstellung letztlich in ihrer äußeren Form vollendet wurde, hatte sie ein Gewicht von etwa 25 Tonnen.